# El Greco
Domenikos Theotokopoulos (Grieks: Δομήνικος Θεοτοκόπουλος) (Fodele of Kandia (tegenwoordig Iraklion) op Kreta, 1541 - Toledo, 7 april 1614), algemeen bekend als El Greco (een Spaanse verbastering van het Italiaanse "Il Greco", "De Griek"), was een kunstschilder die voornamelijk in Spanje werkte.

## Biografie
Na een opleiding op Kreta in de kunst van de iconen reisde El Greco naar Rome, waar hij studeerde onder Titiaan. In 1577 emigreerde hij naar Toledo in Spanje, waar hij zijn grootste artistieke hoogte bereikte.
Hij was erg geliefd onder hoogwaardigheidsbekleders en schilderde vooral religieuze werken en portretten. De schilderijen van El Greco onderscheiden zich door de langgerekte vormen van de afgebeelde figuren en de expressieve kleuren.
Na zijn dood werd El Greco eeuwenlang niet meer als belangrijk kunstenaar gezien. Aan het eind van de 19e eeuw ontstond echter bij kunstenaars, die probeerden de kunst te transformeren en nieuwe wegen te ontwikkelen, hernieuwde belangstelling voor zijn hoogst persoonlijke expressie. El Greco wist zich te bevrijden van de exacte vorm en de natuurgetrouwe weergave. Ook licht en kleuren van zijn onderwerpen inspireerden kunstenaars als Pablo Picasso en Jackson Pollock.
Hij had een zoon met Jerónima de Las Cuevas, genaamd Jorge Manuel Theotocópuli, die ook schilder werd.

## Werk
Zijn schilderstijl behoort tot het maniërisme, een kunststroming van de hoogrenaissance, hoewel sommige kunstcritici hem bestempelen als "hetzij een slechte maniërist hetzij een moderne schilder avant la lettre".
Tot El Greco's beroemdste werken behoren Zicht op Toledo en de serie die hij maakte met portretten van de apostelen. Deze serie maakte hij meerdere keren aan het eind van zijn leven en is te zien in het Museo del Greco in Toledo, het Prado in Madrid en in Oviedo. Een favoriet onderwerp van El Greco was bovendien de Tempelreiniging, waarvan hij in totaal vier geschilderde versies maakte.

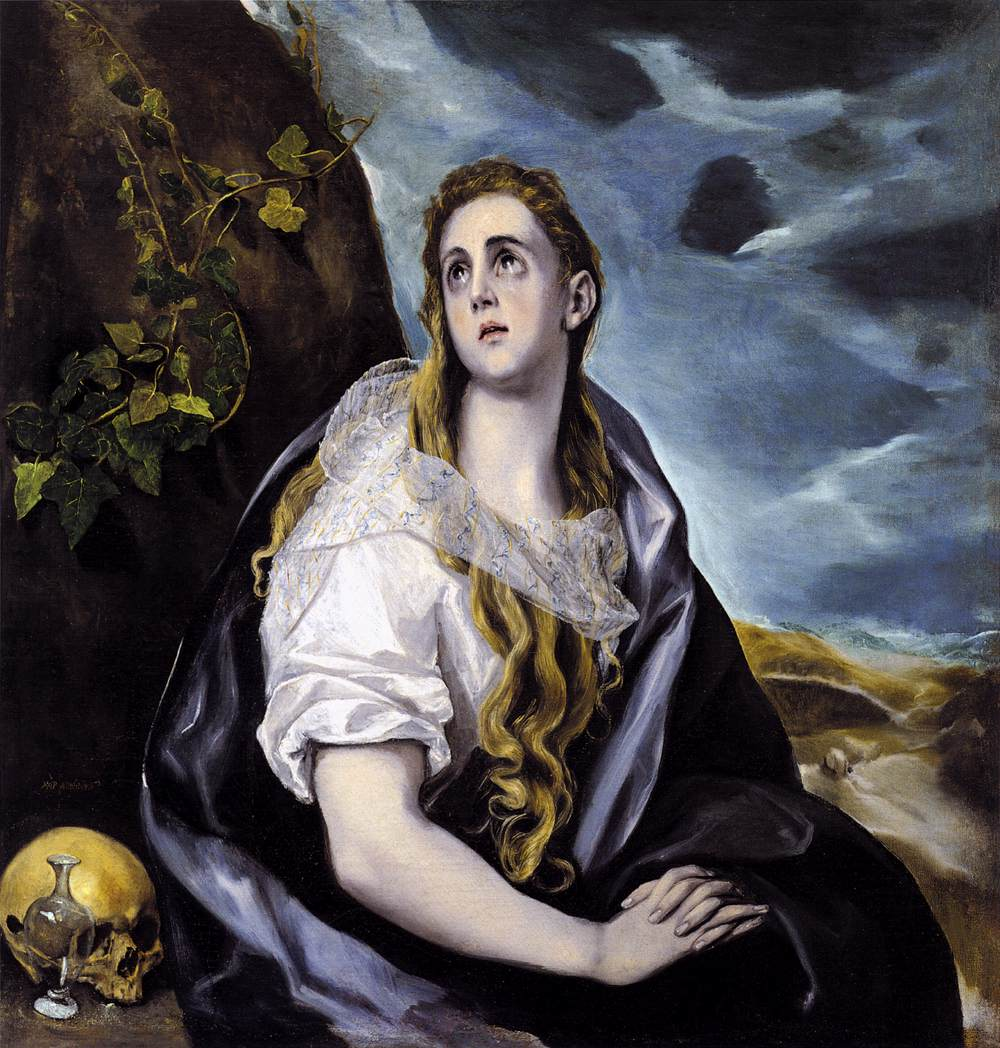
De boetvaardige Magdalena, 1568-1570, Worcester Art Museum
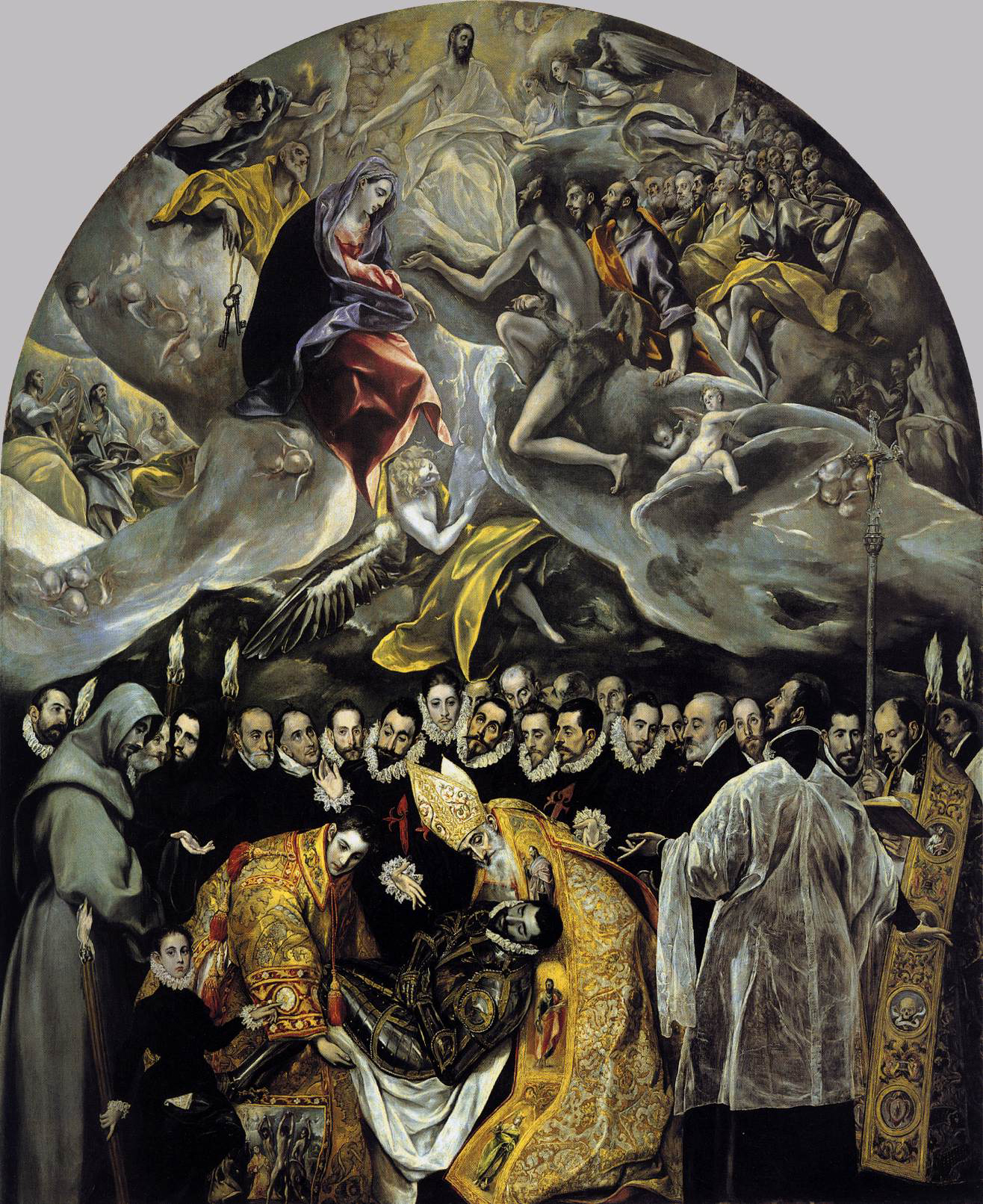
Begrafenis van de Graaf van Orgaz, 1586, Santo Tomé, Toledo
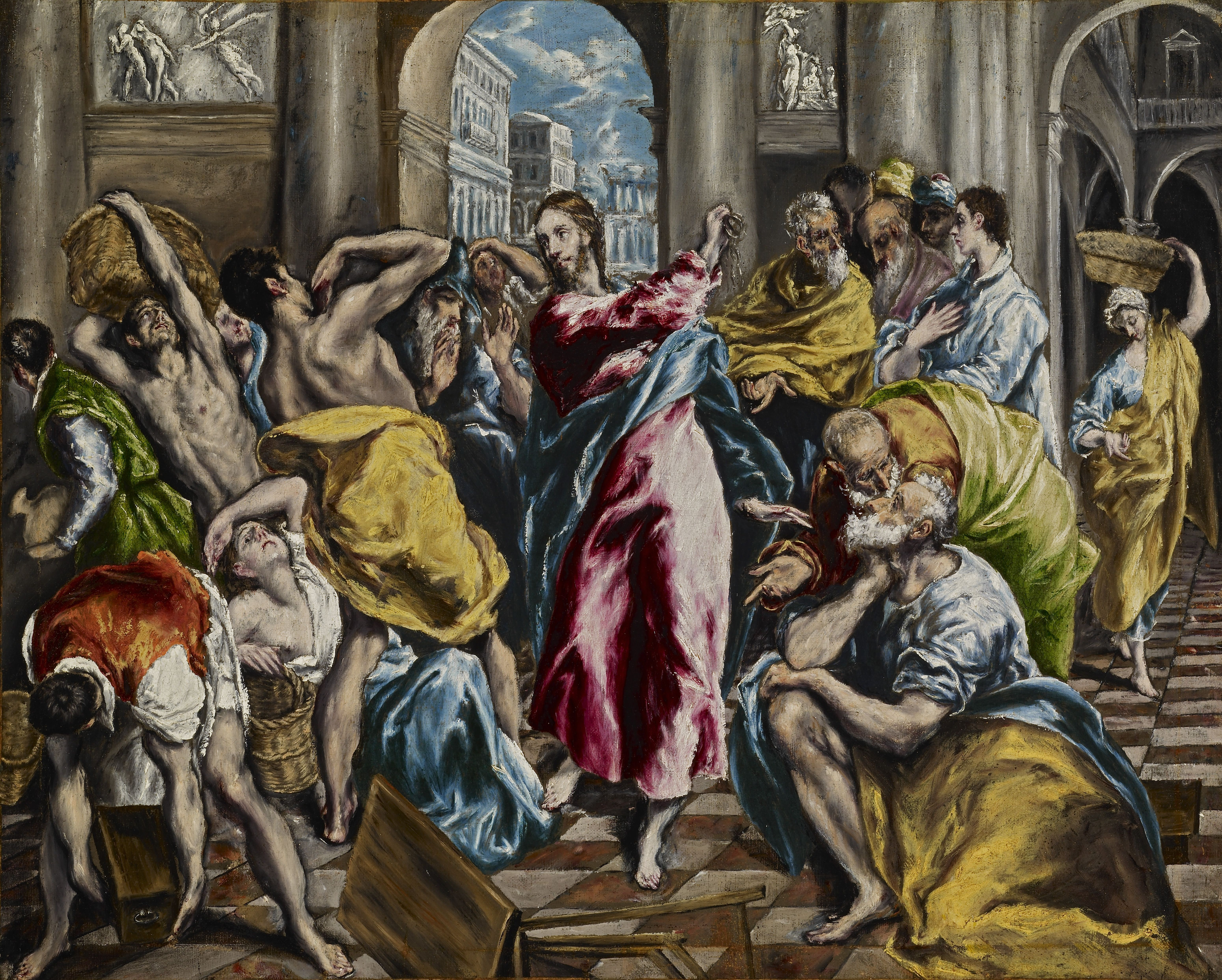
De Tempelreiniging, ca. 1600, Frick Collection, New York
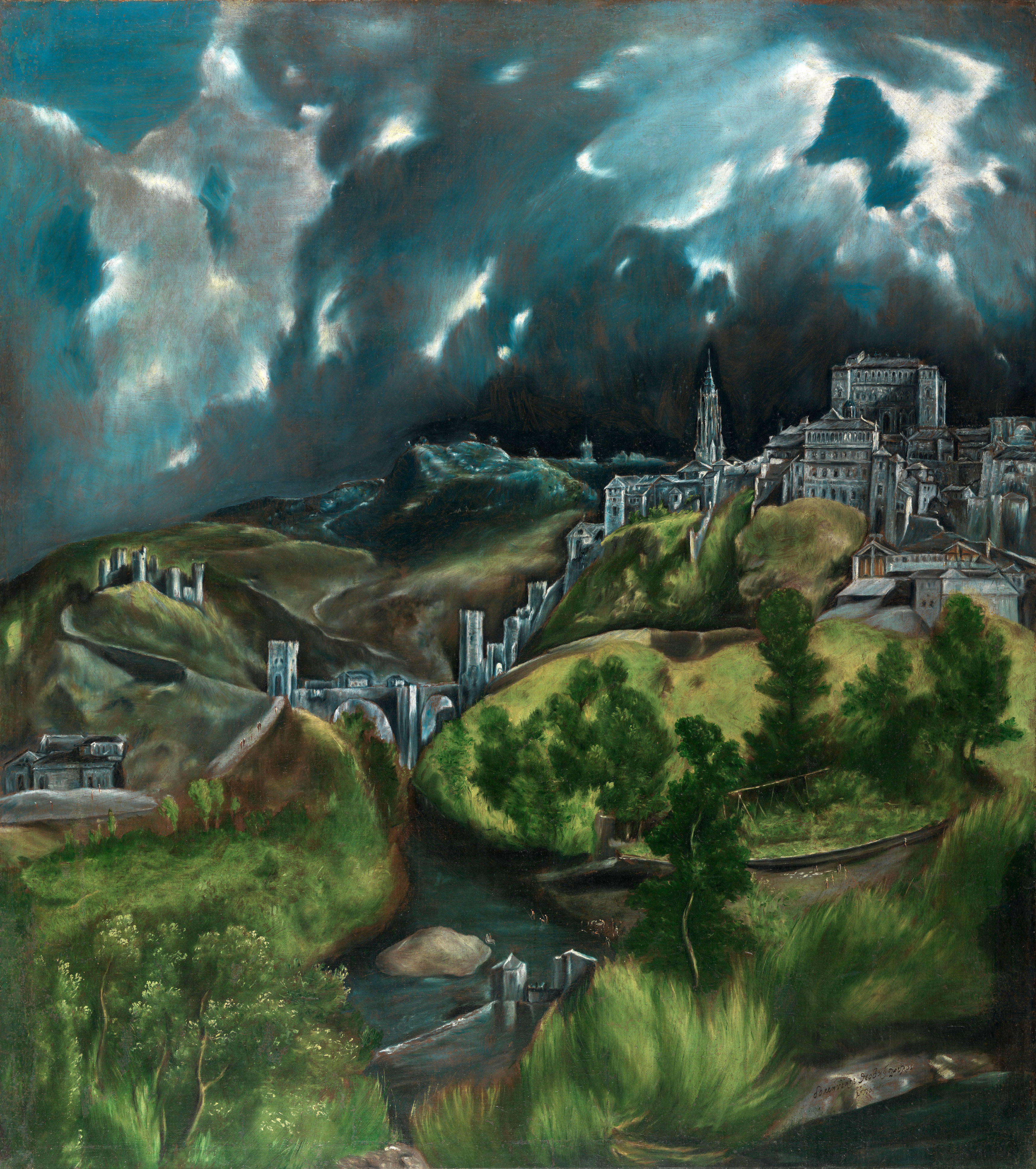
Zicht op Toledo, 1604-1614, Metropolitan Museum of Art, New York
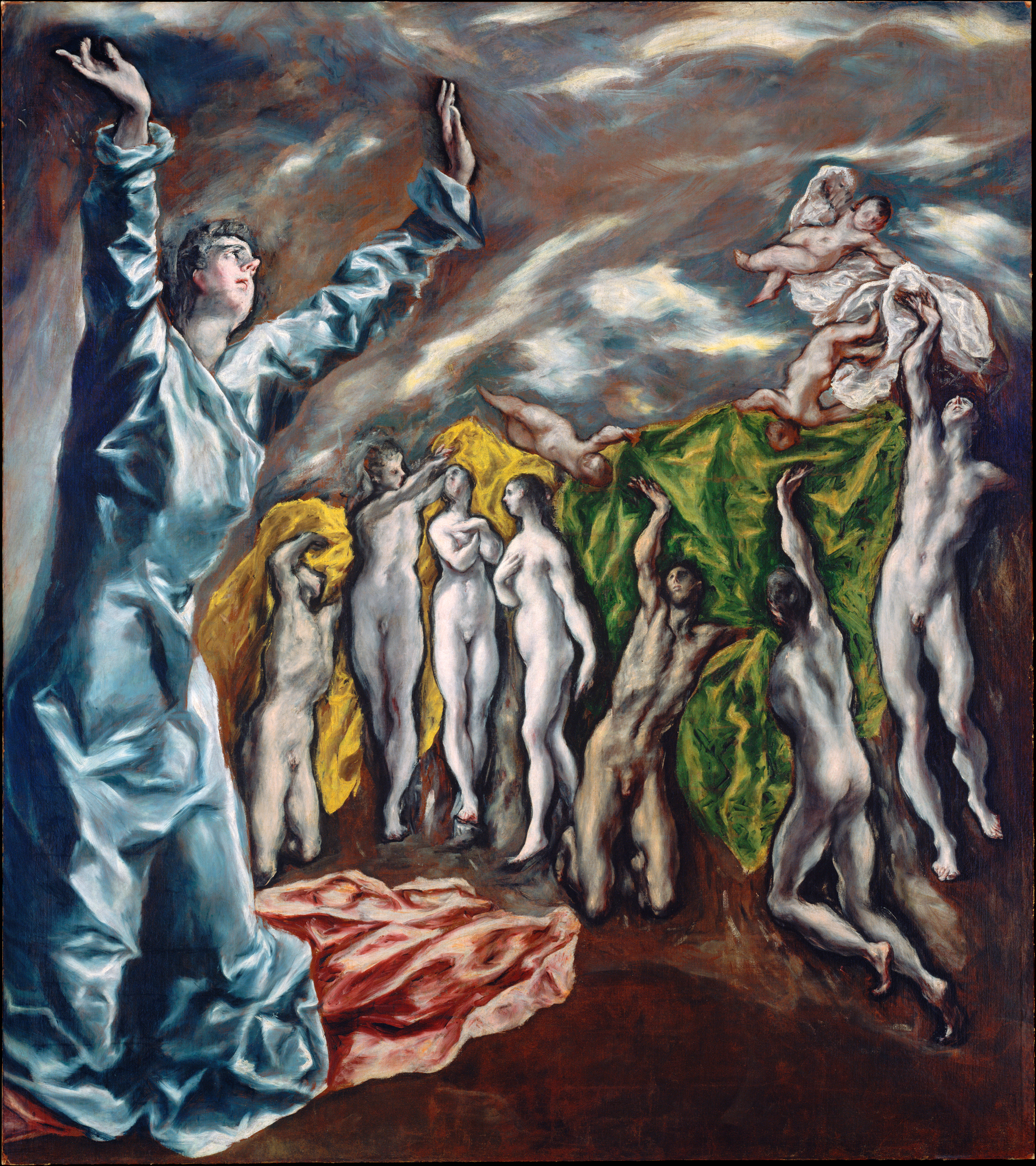
Het visioen van Johannes of De opening van het vijfde zegel, 1608-1614, Metropolitan Museum of Art, New York
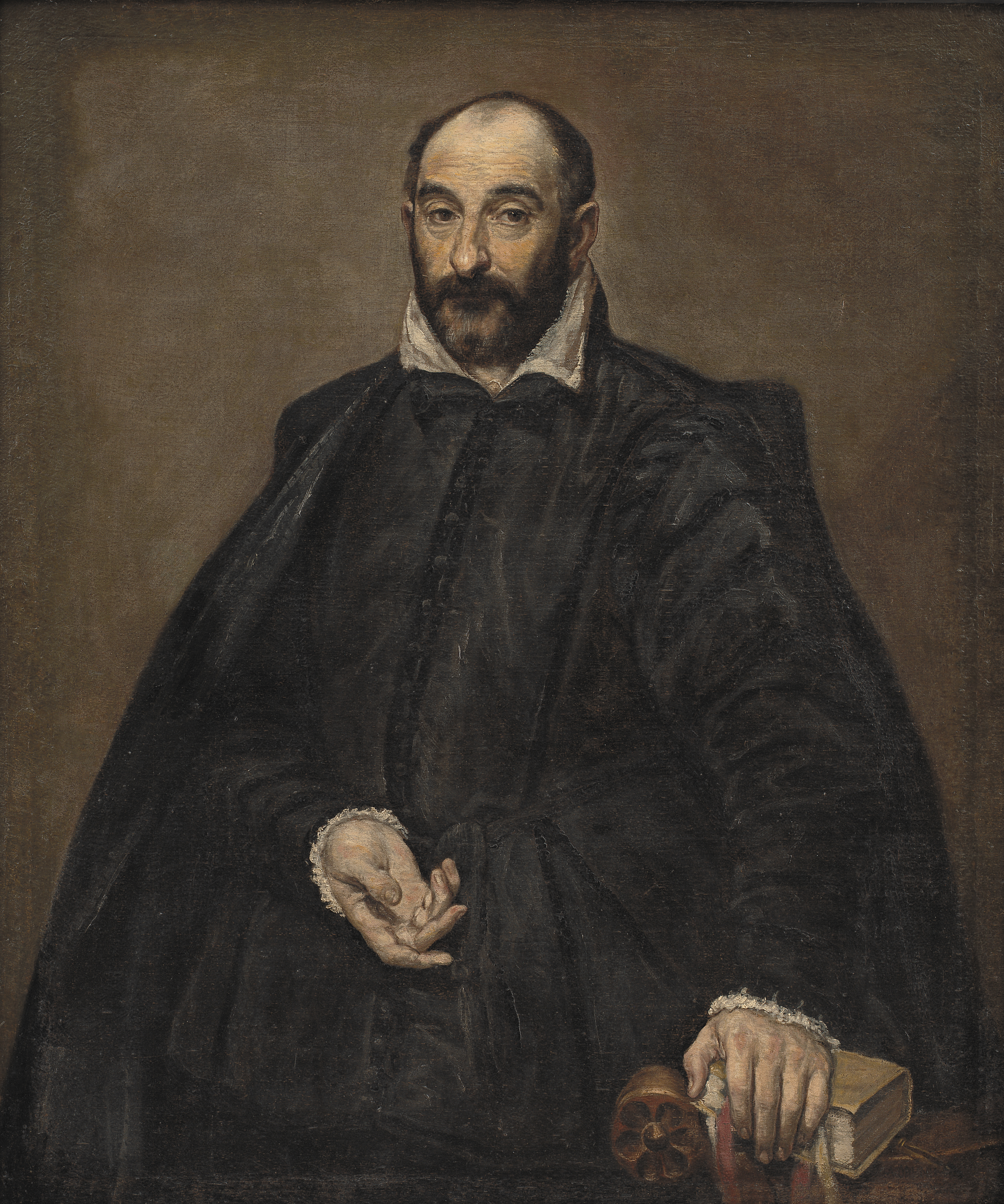
Portret van een man, 1570-1575, Statens Museum for Kunst, Kopenhagen

## Musea
Veel van de schilderijen van El Greco bevinden zich in het Museo del Prado in Madrid en in Toledo waar hij woonde en werkte.
Andere musea met zijn werk zijn o.a.:
- Metropolitan Museum of Art in New York
- National Gallery of Art in Washington D.C.
- Louvre in Parijs
- National Gallery in Londen
- Soumaya Museum in Mexico-Stad
- Historisch museum in Heraklion
- Escorial in San Lorenzo de El Escorial

## Bijzonderheden
- Van Simon Vestdijk verscheen in 1937 de roman Het vijfde zegel over een fictieve artistieke en persoonlijke crisis in het leven van El Greco. Het boek draagt als ondertitel: Roman uit het Spanje der Inquisitie.
- De Griekse toetsenvirtuoos Vangelis heeft drie albums aan El Greco gewijd:

1. een box met een boekwerk behorende bij een tentoonstelling van El Greco's werk;
2. een muziekalbum met dezelfde muziek met extra tracks;
3. filmmuziek bij een film uit 2007 over het leven van de kunstenaar.

## Herdenking 2014
In 2014 was het 400 jaar geleden dat El Greco overleed. Naar aanleiding hiervan werd in Spanje een reeks tentoonstellingen gehouden.